# 木村精孝
木村 精孝（きむら きよたか、1960年3月7日 - ）は、福岡県生まれ。小学生時に家族と共に渡伯。1990年のコロールプランで日本に帰国。
旅行代理店勤務、フリーの通訳を経て、1995年、横浜フリューゲルスに入社。同年トヨタカップで、ブラジルチームのグレミオFBPAの監督付通訳を皮切りに、1997年サッカーブラジル代表、トヨタカップ（クルゼイロEC、FCポルト、サンパウロFC）、キリンチャレンジカップ（サッカーペルー代表等）の通訳を務めた。
1996年から2003年まで柏レイソル通訳、2004年清水エスパルス通訳を経て、2005年3月日本サッカー協会認定選手エージント資格取得。同資格試験制度設立以来、初の初回受験合格者。（それ以前の合格者は２回目の受験で資格試験合格）
2014年ウルグアイ代表FWディエゴ　フォルランのセレッソ大阪移籍に尽力、成功させる。

## 関連書籍
- 『愛するサッカーを仕事にする本』（アスペクト, 2008年8月）ISBN 9784757215313